# Donald E. Rosenblum

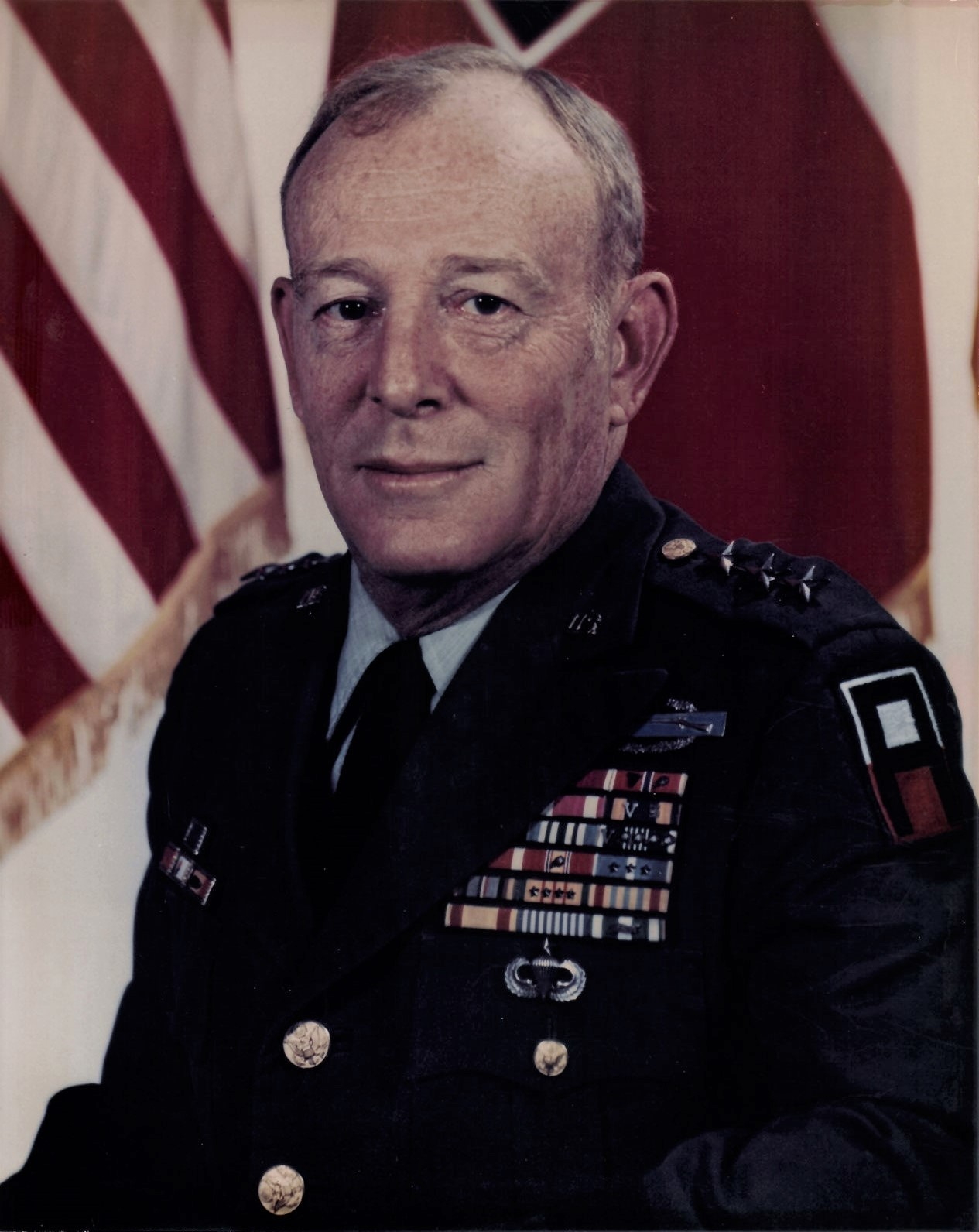
Donald E. Rosenblum

Donald Edward Rosenblum (* 3. Juni 1929 in Flushing, New York City, New York; † 6. September 2022) war ein Generalleutnant der United States Army.
Rosenblum besuchte die öffentlichen Schulen seiner Heimat. Anschließend studierte er bis 1951 am Militärcollege The Citadel in Charleston, South Carolina. Nach seiner Graduation wurde er als Leutnant dem US-Heer zugewiesen. In der Armee durchlief er anschließend alle Offiziersränge bis zum Dreisterne-General.
Im Laufe seiner militärischen Karriere absolvierte er unter anderem das Command and General Staff College in Fort Leavenworth, Kansas (1963) und das United States Army War College in  Carlisle, Pennsylvania. Er war gleich zu Beginn seiner Offizierslaufbahn als Zugführer im Koreakrieg eingesetzt. In den folgenden Jahren bekleidete er verschiedene Positionen an verschiedenen Militärstandorten. Dabei war er mehrfach auch als Stabsoffizier unter anderem im Pentagon eingesetzt.
Während des Vietnamkriegs kommandierte Donald Rosenblum zunächst ein Bataillon der 101. Luftlandedivision. Nach einer Unterbrechung wurde er erneut nach Vietnam versetzt, wo er bei der gleichen Division für den Nachschub verantwortlich war und die entsprechende Abteilung, das Division Support Command, befehligte.
In den Jahren nach dem Vietnamkrieg setzte er seine Laufbahn mit regulärem Offiziersdienst an verschiedenen Standorten fort. Dabei war er erneut auch als Stabsoffizier tätig. Ab Mitte der 1970er Jahre begann seine Zeit als Kommandeur größerer militärischer Einheiten. So kommandierte er von September 1975 bis September 1977 die 24. Infanteriedivision. Diese im Jahr 1970 deaktivierte Division wurde 1975 in Fort Stewart in Georgia erneut aufgestellt und Rosenblum war der erste Divisionskommandeur nach der Reaktivierung. In der Folge war er stellvertretender Kommandeur des United States Army Training and Doctrine Command und des XVIII. Luftlandecorps. Von 1981 bis 1984 war Donald Rosenblum Oberbefehlshaber der 1. Armee.
Anschließend ging er in den Ruhestand, den er in Savannah in Georgia verbrachte. Dort gründete er im Jahr 1985 eine Beraterfirma.

## Orden und Auszeichnungen
Donald Rosenblum erhielt im Lauf seiner militärischen Laufbahn unter anderem folgende Auszeichnungen:
- Meritorious Service Medal
- Legion of Merit
- Bronze Star Medal
- Air Medal
- Joint Service Commendation Medal
- Army Commendation Medal
- Presidential Unit Citation
- Meritorious Unit Commendation
- Army of Occupation Medal
- National Defense Service Medal
- Korean Service Medal
- Armed Forces Expeditionary Medal
- Vietnam Service Medal
- Armed Forces Honor Medal (Südvietnam)
- Republic of Korea Presidential Unit Citation (Südkorea)
- Gallantry Cross (Südvietnam)
- United Nations Korea Medal (UNO)
- Vietnam Campaign Medal (Südvietnam)